# Супутник

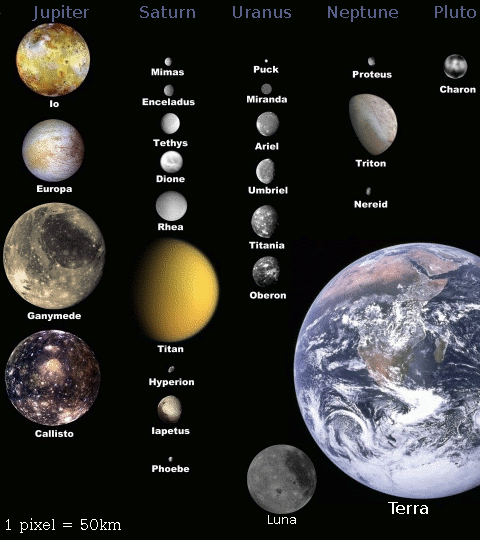
Порівняльні розміри найбільших супутників та Землі

Супутник — небесне тіло, яке рухається орбітою навколо планети, карликової планети чи невеликого тіла Сонячної системи або зорі.
Запущені людиною в космос, здебільшого з дослідницькою метою, пристрої, які рухаються за інерцією навколо певного небесного тіла, називають штучними супутниками. З плином часу під дією гравітації Землі або шляхом навмисного уповільнення оператором (по завершенню часу використання), такі супутники втрачають власну швидкість і входять в атмосферу і згоряють від тертя об повітря, натомість інші супутники (на дуже високих орбітах) люди відправляють далі від Землі. Великі космічні станції не можуть згоріти цілком в атмосфері, тож їх спрямовують у призначене місце в Тихому океані, найвіддаленіше від будь-якої людської цивілізації.
Прикладом найближчого для людей природного супутника є Місяць, який обертається навколо планети Земля — супутника нашої зорі, Сонця.

## Вступ
Природні супутники в англомовних джерелах, часто називають місяцями (moons — з маленької літери), що походить від англ. назви супутника Землі — Місяця.
У Сонячній системі є шість планетних супутникових систем, які містять 207 відомих природних супутників. Також відомо, що сім об'єктів, які астрономи зазвичай уважають карликовими планетами, мають природні супутники: Орк, Плутон, Гаумеа, Квавар, Макемаке, Гунгун і Ерида. Станом на листопад 2021 року було відомо про 442 інші малі планети, які мають природні супутники.
Планета зазвичай має принаймні приблизно в 10 000 разів більшу масу від будь-якого природного супутника, що обертається навколо неї, і, відповідно, набагато більший діаметр. Система Земля — Місяць є рідкісним винятком у Сонячній системі; Місяць діаметром 3474 км становить 0,273 діаметра Землі та приблизно 1⁄80 її маси. Наступними за величиною співвідношення є система Нептун — Тритон — 0,055 (зі співвідношенням мас приблизно 1 до 5000), утворення Сатурн — Титан — 0,044 (з другим співвідношенням мас після системи Земля — Місяць — 1 до 4250), система Юпітер — Ганімед — 0,038, а пара Уран — Титанія — 0,031. У категорії карликових планет супутник Плутона Харон має найбільше співвідношення, яке складає 0,52 діаметра Плутона.

## Природні супутники Сонячної системи
Основна стаття: Список супутників

### Загальне
Станом на середину листопада 2020 року в Сонячній системі було відомо про понад 620 природних супутників, зокрема щонайменше 4167 навколо астероїдів і 2058 підтверджених супутників навколо планет Сонячної системи: Юпітер має 79, Сатурн 82 (на додаток приблизно 150 малих супутників), Уран 27, Нептун 14, Марс 2 і Земля 1. Відомо 9 супутників, які обертаються навколо карликових планет: 5 у Плутона, 2 у Гаумеа, 1 у Макемаке і 1 в Ериди. Ще близько 200 (у всякому разі, принаймні 40 з попередніми або остаточними позначеннями) було виявлено навколо астероїдів та інших малих тіл Сонячної системи.
Супутниками в Сонячній системі діаметром понад 2000 км є Місяць (супутник Землі), галілеєві супутники Юпітера (Іо, Європа, Ганімед і Каллісто), Титан (супутник Сатурна) і Тритон (супутник Нептуна). Усі ці супутники більші від Плутона. Ганімед і Титан більші за Меркурій, найменшу серед планет Сонячної системи.
Газові планети мають цілі системи природних супутників, багато з яких за розміром можна порівняти з Місяцем. Серед внутрішніх планет Меркурій і Венера не мають супутників, Земля має один великий супутник (Місяць), а Марс має два крихітні супутники (Фобос і Деймос). Серед карликових планет Церера не має жодного (на відміну від багатьох інших об'єктів поясу астероїдів); Ерида має один (Дизномія); Макемаке також має один (S/2015 (136472) 1); Гаумеа два (Хіїака й Намака); Плутон — п'ять (Нікта, Гідра, Харон, Кербер і Стікс). Серед інших кандидатів на звання карликової планети 90482 Орк і 50000 Квавар також мають по одному.

### Синхронне обертання
Більшість найближчих природних супутників має ту саму періодичність обертання навколо своєї осі, як і по орбіті навколо тіла, супутником якого вони є, що означає, що вони завжди обернені до планети одним і тим же боком, як, наприклад, Місяць. Як виняток, супутник Сатурна Гіперіон обертається безладно через кілька зовнішніх впливів.
Водночас зовнішні супутники газових гігантів занадто далекі, щоб мати синхронне обертання. Наприклад, Гімалія (супутник Юпітера), Феба (супутник Сатурна) і Нереїда (супутник Нептуна) мають період обертання 10 годин і орбітальний період сотні днів.

## Термінологія
Першим відомим природним супутником був Місяць, але він уважався «планетою» до оприлюднення Коперником De revolutionibus orbium coelestium 1543 року. До відкриття

Гравітаційно-орбітальна модель системи зоря-планета-супутник

Галілеєвих супутників 1610 року не було можливості віднести такі тіла до класу. Галілей вирішив називати свої відкриття planetæ («планети»), але подальші першовідкривачі обрали інші назви, щоб відрізнити їх від тіл, навколо яких вони обертаються.
Найпершим, хто використав слово супутник для опису орбітальних тіл, був німецький астроном Йоганн Кеплер у своїй брошурі Narratio de Observatis a se quatuor Iouis satellitibus erronibus («Розповідь про чотири супутники Юпітера, які спостерігали») 1610 року. Він вивів цю назву від латинського слова satelles, що означає «захисник», «охоронець» або «супутник», оскільки супутники супроводжували свою головну планету в їхній подорожі небесами.
Немає встановленої нижньої межі того, що вважається «супутником». Кожне природне небесне тіло з визначеною орбітою навколо планети Сонячної системи (деякі кілометр діаметром) уважалося супутником, хоча тіла в десяту частину цього розміру в межах кілець Сатурна, які безпосередньо не спостерігалися, називають англ. moonlets — супутнички. Малі астероїдні супутники (природні супутники астероїдів), такі як Дактиль, також називаються супутничками.
Верхня межа також невизначена. Два орбітальні тіла іноді розглядають як подвійну планету, а не як первинну планету і супутник. Такі астероїди, як 90 Антіопа, вважаються подвійними астероїдами, але вони не потребують чіткого визначення того, що з них являє собою супутник. Деякі автори визнають систему Плутон — Харон подвійною (карликовою) планетою. Найпоширеніша лінія поділу того, що приймається за супутник, заснована на тому, чи знаходиться барицентр нижче поверхні більшого тіла, хоча це дещо умовно, оскільки залежить від відстані, а також відносної маси.

## Походження та орбітальні властивості
Докладніше: Навколопланетний диск
Вважається, що природні супутники, котрі обертаються відносно близько до планети прямолінійними, ненахиленими круговими орбітами (звичайні супутники), утворилися з тієї самої області колапсу протопланетного диска, яка створила його основу. Навпаки, передбачається, що нерівномірні супутники (зазвичай обертаються віддаленими, похилими, ексцентричними та/або ретроградними орбітами) вважаються захопленими астероїдами, які, можливо, ще більше роздроблені внаслідок зіткнень. Більшість великих природних супутників Сонячної системи мають правильні орбіти, тоді як малі природні супутники рухаються здебільшого, нерівномірними орбітами. Місяць і, можливо, Харон є винятками серед великих тіл, оскільки існує думка, що вони виникли внаслідок зіткнення двох великих протопланетних тіл (див. Гіпотезу неймовірного зіткнення). Вважається, що матеріал, який міг бути розміщений на орбіті навколо серединного тіла, знову з'єднався з утворенням одного або кількох орбітальних природних супутників. Є міркування, що супутники астероїдів, на відміну від тіл планетарного розміру, зазвичай утворюються у підсумку цього процесу. Тритон є ще одним винятком; попри те, що він великий і має орбіту близьку до кругової, він рухається зворотно (ретроградно), і вважається, що це захоплена карликова планета.

Правильна орбіта супутника

### Народження супутників
Відомі три причини, що забезпечують виникнення супутників: акреція, захоплення та зіткнення.

#### Акреція
Під час утворення планети шматки каміння, крижаний пил і гази обертаються навколо неї у вигляді диска. Уламки породи злипаються разом, створюючи брилу, яка під ударом інших уламків породи утворює кам'яну кулю, яка росте та поглинає будь-які сусідні грудки. Зрештою вона стає головною у диску і залишається одна на орбіті, породжуючи супутник.
Моделювання пояснює, що переважна більшість звичайних супутників Сонячної системи утворилися саме внаслідок скупчення планетних кілець. З часом ці «в'язкі» кільця, що оточують планети-гіганти або так звані «телуричні» планети, такі як Земля чи Плутон, розширюються і розпорошуються в космічному просторі.

#### Захоплювання
Найпоширеніший випадок: два астероїди (рідше один), що обертаються близько один до одного, повинні наблизитися до планети настільки, щоб її поле тяжіння вже не було занадто малим. Відтоді найближчий або наймасивніший астероїд планети опиняється захопленим гравітаційним полем останньої. Потім його траєкторія змінюється силою притягання зірки, яка додається до інших сил, що діють на нього (інерція, притягання іншого астероїда тощо). Якщо сила тяжіння зірки найдужча, зв'язок між двома астероїдами слабшає, і таким чином близнюк отримає енергетичний імпульс та летить у космос, тоді як інший астероїд починає свій перший оберт на орбіті, а також власне життя як супутник.

#### Зіткнення
Останній випадок, який також є найрідкіснішим: це відбувається, коли астероїд надзвичайних розмірів стикається з планетою. Під час цього неймовірного поштовху, від удару виривається шлейф породи, що містить камінь і навіть уламки ядра планети. Ця речовина з плином часу злипатиметься, утворюючи нове тіло. Але останнє, занадто важке через металевий вміст, вилучений з ядра планети, знову впаде і вдариться об планету вдруге. Цього разу, відірвана частина ядра майже повністю зливається з ядром планети. Таким чином утворений шлейф буде вільний від більш важких металевих частинок. Остаточне тіло все одно розділиться надвоє, одна частина котрого повернеться до основного тіла планети, натомість інша почне крутитися орбітою. Цей матеріал надалі скупчується для утворення нового супутника. Уся ця послідовність може тривати лише 24 години.

### Тимчасові супутники
Основна стаття: Тимчасовий супутник
Захоплення астероїда з геліоцентричної орбіти не завжди є постійним. Згідно моделювання, тимчасові супутники повинні бути звичайним явищем. Єдині спостережувані натепер приклади: 1991 VG, 2006 RH120, 2020 CD3.
2006 RH120 був тимчасовим супутником Землі протягом дев'яти місяців у 2006 і 2007 роках.
| Середній діаметр (км) | Супутники планет | Супутники планет | Супутники планет                   | Супутники планет                                         | Супутники планет                                              | Супутники планет            | Супутники карликових планет | Супутники карликових планет | Супутники карликових планет | Супутники інших малих планет | не супутники для порівняння                                                      |
| Середній діаметр (км) | Земля            | Марс             | Юпітер                             | Сатурн                                                   | Уран                                                          | Нептун                      | Плутон                      | Хаумеа                      | Ерида                       | Супутники інших малих планет | не супутники для порівняння                                                      |
| --------------------- | ---------------- | ---------------- | ---------------------------------- | -------------------------------------------------------- | ------------------------------------------------------------- | --------------------------- | --------------------------- | --------------------------- | --------------------------- | --- | -------------------------------------------------------------------------------- |
| 4000—5500             |                  |                  | Ганімед Каллісто                   | Титан                                                    |                                                               |                             |                             |                             |                             | | Меркурій                                                                         |
| 3000—4000             | Місяць           |                  | Іо Європа                          |                                                          |                                                               |                             |                             |                             |                             | |                                                                                  |
| 2000—3000             |                  |                  |                                    |                                                          |                                                               | Тритон                      |                             |                             |                             | | Ерида Плутон                                                                     |
| 1000—2000             |                  |                  |                                    | Рея Япет Діона Тефія                                     | Титанія Оберон Умбрієль Аріель                                |                             | Харон                       |                             |                             | | Макемаке Хаумеа 90377 Седна Гунгун                                               |
| 500—1000              |                  |                  |                                    | Енцелад                                                  |                                                               |                             |                             |                             | Дизномія                    | | Церера Орк, Квавар, Варуна 2 Паллада, 4 Веста багато інших ТНО                   |
| 250—500               |                  |                  |                                    | Мімас Гіперіон                                           | Міранда                                                       | Протей Нереїда              |                             | Хііака                      |                             | 79360 Сіла-Нунам I Орк I Вант                                                                                                   | 10 Гігея 704 Інтерамнія 52 Європа, 87 Сільвія                                    |
| 100—250               |                  |                  | Амальтея Гімалія Теба              | Феба Янус Епіметей                                       | Пак Сікоракса Порція                                          | Лариса Галатея Деспіна      |                             | Намака                      |                             | S/2005 (82075) 1 120347 Салація I Актея 65489 Кето I Форкій 617 Патрокл I Менетій ~21 more moons of TNOs                        | 3 Юнона, 7 Ірида, 6 Геба 1992 QB1 9 Метіда, 5 Астрея 42355 Typhon і багато інших |
| 50—100                |                  |                  | Елара Пасіфе                       | Прометей Пандора                                         | Джульєтта Белінда Крессида Калібан Розалінда Дездемона Б'янка | Таласса Наяда Галімеда Несо |                             |                             |                             | 50000 Квавар I Вейвот 90 Антіопа I 42355 Тифон I Єхидна 58534 Логос I Зоя 5 more moons of TNOs                                  | 90 Антіопа I 58534 Логос 253 Матільда і багато інших                             |
| 25—50                 |                  |                  | Карме Метіда Сінопе Лісітея Ананке | Сіарнак Гелена Альбіорікс Атлас Пан                      | Офелія Корделія Сетебос Просперо Пердіта Стефано              | Сао Лаомедея Псамафа        | Гідра Нікта                 |                             |                             | 22 Калліопа I Лінус | 1036 Ганімед 243 Іда і багато інших                                              |
| 10—25                 |                  | Фобос Деймос     | Леда Адрастея                      | Телесто Паліак Каліпсо Імір Ківіок Тарвос Іджирак Ерріпо | Меб Купідон Франциско Фердинанд Маргарита Трінкуло            | Гіпокамп                    | Кербер Стікс                |                             |                             | 762 Пулкова I 87 Сільвія I Ромул 624 Гектор I 45 Євгенія I Маленький принц 121 Герміона I 283 Емма I 1313 Берна I 107 Камілла I | 433 Ерос 1313 Берна і багато інших                                               |
| < 10                  |                  |                  | 50 супутників                      | 36 супутників                                            |                                                               |                             |                             |                             |                             | 87 Сільвія II Рем 243 Іда I Dactyl and many others                                                                              | багато                                                                           |

## Супутники планет Сонячної системи
Шість із восьми планет Сонячної системи (окрім Меркурія і Венери) мають супутники.
Із 5 карликових планет супутники мають 3 — Плутон (5), Гаумеа (2) та Ерида (1).
Також виявлено супутники у деяких малих планет (т. зв. мінісупутники).